# Outsourced
Outsourced er en amerikansk sitcom, skabt af Ken Kwapis og Universal Media Studios. Første afsnit blev sendt den 23. september 2010 på den amerikanske tv-station NBC. I Danmark sendes serien på TV3+, hvor første afsnit blev sendt den 6. juni 2011.
Serien blev officielt taget af programmet i USA den 13. maj 2011, efter en sæson.

## Handling
Outsourced omhandler et call center i Mumbai, Indien, hvor et amerikansk firma, specialiseret i smagsløse amerikanske produkter, for nylig har outsourcet dets aktiviteter til. En nyuddannet opportunistisk amerikansk leder, Todd Dempsy, bliver sendt til call centeret og skal nu tilpasse sig den indiske kultur samt lære sine indiske ansatte omkring amerikansk popkultur og firmaets sortiment.

## Hovedpersoner
- Ben Rappaport som Todd Dempsy – en ung amerikansk leder fra Kansas City, som bliver forflyttet til Indien for at lede et call center for firmaet Mid American Novelties. Hans akavede forhold til den indiske kultur giver anledning til en del misforståelser, hvor han intetanende kommer til at fornærme flere af de ansatte.

- Rizwan Manji som Rajiv Gidwani – Todds næstkommanderende, som sværger til en autoritær ledelsesstil, og som håber på at afløse Todd som leder i fremtiden – enten som følge af Todds succes eller fiasko, hvilket han ikke lægger skjul på.

- Sacha Dhawan som Manmeet – en call center ansat, som er fascineret af den amerikanske kultur og hurtigt bliver venner med Todd. Manmeet er desuden pige-glad og har det med at flirte med kunder over telefonen, mens han har svært ved at flirte ansigt til ansigt.

- Rebecca Hazlewood som Asha – en call center ansat, som for det meste er fornuftens stemme på kontoret. Hun er i gang med at planlægge sit arrangerede bryllup, men Todds ankomst giver plads til en flirt mellem Rebecca og hendes nye amerikanske chef.

- Parvesh Cheena som Gupta – en snakkesalig call center-ansat, som helst vil være midtpunkt. De andre ansatte finder Gupta lettere irriterende og kan finde på at flygte fra hans småsnak.

- Anisha Nagarajan som Madhuri – en sky og stille call center-ansat, som forsørger hele sin familie i, hvad hun refererer til som sit drømmejob.

- Diedrich Bader som Charlie Davies – en amerikansk call center-leder for firmaet All-American Hunter. På trods af sin lettere aparte adfærd bliver han venner med landsmanden Todd, og de deler ofte frokost i den fælles kantine. Han er desuden lun på Tonya.

- Pippa Black som Tonya – en tiltrækkende australsk call center-leder for firmaet Koala Airlines, som er ligefrem og åben. Hun er desuden tiltrukket af Todd, hvilket hun ikke lægger skjul på.